# Carlos López Hernández
Carlos López Hernández (Papatrigo, 4 de novembro de 1945) é um clérigo espanhol e bispo católico romano emérito de Salamanca.

## Biografia
Foi ordenado sacerdote em 5 de setembro de 1970 em Ávila e nomeado bispo de Plasencia em 15 de março de 1994. Em 15 de maio de 1994, o Arcebispo Mario Tagliaferri o sagrou Bispo. 
Em 9 de janeiro de 2003, Hernández foi nomeado Bispo de Salamanca e instalado em 2 de março de 2003.
Em 15 de novembro de 2021, o Papa Francisco aceitou a renúncia de Carlos López Hernández por motivos de idade.